# Australska kišna šuma Gondwana
Australska kišna šuma Gondwana (engleski: Gondwana Rainforests of Australia) ili Srednjoistočni šumski rezervati su najveće područje suptropske kišne šume na svijetu. Ovaj lokalitet uključuje 50 odvojenih nacionalnih rezervata ukupne površine od 3.665 km², koji su uglavnom smješteni na granici dvije australijske pokrajine, New South Wales (3.108 km²) i Queensland(592 km²).
Ovi rezervati su dobili ime jer fosili pronađeni na ovom području potječu iz vremena kada je ovo područje bilo dijelom kontinenta Gondvana, a svjedoče o vezama s danjašnjim živim svijetom koji još uvijek ovdje obitava. Ovo područje ima veliku bioraznolikost, uključujući više od 200 ugroženih vrsta biljaka i životinja. Zbog toga je 1986. godine Australska kišna šuma Gondwana upisana na UNESCO-ov popis mjesta svjetske baštine u Australiji i Oceaniji.
Prosječna nadmorska visina rezervata je oko 1.600 m. Rezervat godišnje posjeti oko 2 milijuna posjetitelja.

## Popis područja
Australske kišne šume Gondwana su podijeljene u osam odvojenih područja od kojih u svakom ima više povezanih nacionalnih rezervata i parkova.
| Slika                           | Područje                   | Osnovano | Lokacija                               | Koordinate                                      | Nacionalni parkovi |
| ------------------------------- | -------------------------- | -------- | -------------------------------------- | ----------------------------------------------- | --- |
| Slap kraljice Marije            | Main Range                 | 1965.    | Killarney, Queensland                  | 27°48′00″S 152°15′00″E / 27.80000°S 152.25000°E | Biljni rezervat Acacia Plateau, Nacionalni park Main Range, Nacionalni park Spicers Gap, Državna šuma Goomburra (dio), Državna šuma Spicers Gap (dio), Državna šuma Gilbert (dio), Državna šuma Emu Vale (dio), Državna šuma Gambubal (dio), Državna šuma Teviot (dio)                                          |
| Divovska bukva                  | Focal Peak                 | 1995.    | Granica New South Walesa i Queenslanda | 28°55′00″S 152°45′00″E / 28.91667°S 152.75000°E | Rezervat biljaka Captains Creek (dio), Nacionalni park Mallanganee, Nacionalni park Mount Clunie (dio), Nacionalni park Mount Nothofagus (dio), Nacionalni park Tooloom (dio), Nacionalni park Toonumbar (dio), Državna šuma Burnett Creek (dio)                                                                |
| Nacionalni park Lamington       | Shield Volcano             | 1915.    | McPherson Range i Tweed Ranges         | 28°08′S 153°06′E / 28.133°S 153.100°E           | Rezervat biljaka Amaroo, Nacionalni park Border Ranges (dio), Nacionalni park Lamington, Rezervat prirode Limpinwood, Nacionalni park Mebbin (dio), Nacionalni park Mount Chinghee, Nacionalni park Mount Warning, Nacionalni park Nightcap (dio), Rezervat prirode Numinbah, Nacionalni park Springbrook (dio) |
| Divlja smokva u parku Iluka     | Iluka                      | 1986.    | New South Wales                        | 29°24′14″S 153°21′44″E / 29.40389°S 153.36222°E | Nacionalni rezervat Iluka |
| Nacionalni park Washpool        | Washpool i Gibraltar Range | 1967.    | New South Wales                        | 29°33′S 152°19′E / 29.550°S 152.317°E           | Nacionalni park Gibraltar Range i Nacionalni park Washpool |
| Nacionalni park New England     | New England                | 1937.    | New South Wales                        | 30°35′S 152°27′E / 30.583°S 152.450°E           | Park prirode Mount Hyland (dio), Nacionalni park Dorrigo (dio), Nacionalni park New England (dio), Nacionalni park Cunnawarra (dio) |
| Oxley Wild Rivers               | Hastings-Macleay           | 1986.    | New South Wales                        | 30°59′S 152°00′E / 30.983°S 152.000°E           | Nacionalni park Willi Willi (dio), Rezervat biljaka The Castles, Rezervat prirode Mount Seaview, Nacionalni park Oxley Wild Rivers (dio), Nacionalni park Werrikimbe (dio) |
| Nacionalni park Barrington Tops | Barrington Tops            | 1969.    | New South Wales                        | 32°03′10″S 151°29′37″E / 32.05278°S 151.49361°E | Nacionalni park Barrington Tops (dio) i Nacionalni park Mount Royal (dio) |

## Vanjske poveznice
- Gondwana Rainforests of Australia (engl.) Iscrpne informacije